# Массаро, Пауло
Пауло Массаро (порт.-браз. Paulo Massaro; род. 29 декабря 1981, Рибейран-Прету, Сан-Паулу) — бразильский футболист, нападающий; тренер.

## Биография
Ранее выступал в бразильских клубах «Риу-Бранку» (Паранагуа) и «Парана». Его бывший тренер Сауло де Фреитас привёл его из «Риу-Бранку» в «Парану». В зимний перерыв сезона 2008/09 перешёл в мальтийскую «Валлетту».